# Кривцова Валентина Іванівна
Валентина Іванівна Кривцова (нар. 12 червня 1953, село Клинці Кокчетавська (нині Акмолинська) область, Казахська РСР, СРСР) — українська фахівець у галузі енергетичного машинобудування, професор кафедри фізико-математичних дисциплін Національного університету цивільного захисту України, лауреатка Державної премії України в галузі науки і техніки.

## Життєпис
Випускниця Харківського авіаційного інституту 1976 року. Після закінчення вишу стала працювати в Інституті проблем машинобудування АН УРСР. З 1996 року працює в Національному університеті цивільного захисту України. У 1996—2006 — вчений секретар університету. У 2006—2008 роках займала посаду проректора з наукової роботи, від 2008 — професор кафедри фізико-математичних дисциплін.

### Родина
- Чоловік — Кривцов Володимир Станіславович (1946—2017) — український науковець у галузі технології виробництва літальних апаратів, ректор Національного аерокосмічного університету ім. М. Є. Жуковського «Харківський авіаційний інститут», заслужений діяч науки і техніки України, лауреат Державної премії України в галузі науки і техніки[1].

## Наукова діяльність
Галузі наукових інтересів: теорія і прикладні проблеми створення систем збереження і подачі водню для бортових енергетичних установок літальних апаратів, інших наземних засобів пересування та їхньої безпеки.

## Нагороди

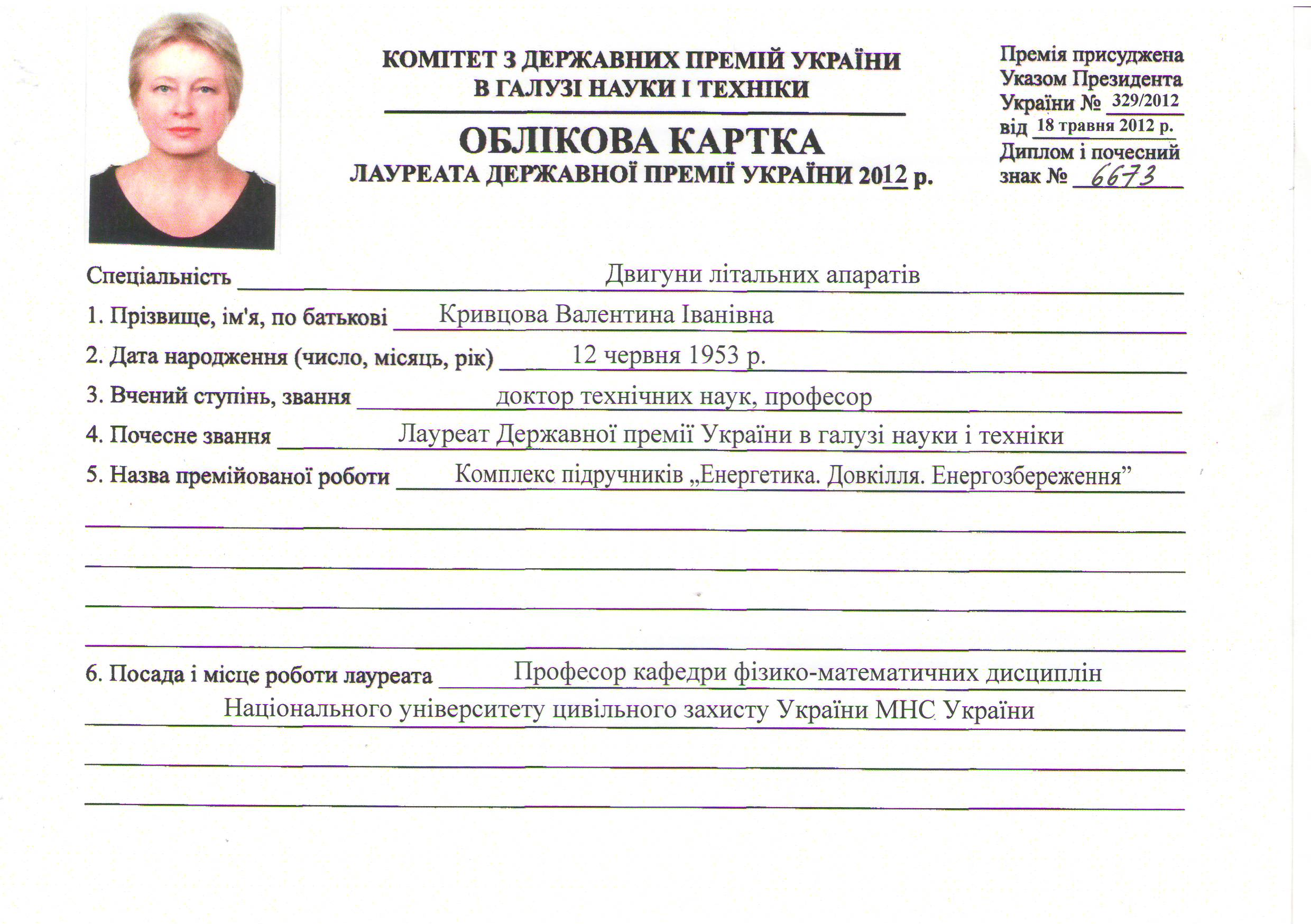
Облікова картка Лауреата Державної премії України Кривцової Валентини Іванівни

- Державна премія України в галузі науки і техніки (2011) — за комплекс підручників «Енергетика. Довкілля. Енергозбереження» у семи книгах:
  - Теплоенергетичні установки та екологічні аспекти виробництва енергії. — К.: ІВЦ "Видавництво «Політехніка», 2003. — 232 с.;
  - Невичерпна енергія: Кн. 1. Вітроелектрогенератори. — X.: НАУ «ХАІ», Севастополь: СНТУ, 2003. — 400 с;
  - Невичерпна енергія: Кн. 2. Вітроенергетика. — X.: НАУ «ХАІ», Севастополь: СНТУ, 2004. −519 с.;
  - Невичерпна енергія: Кн. 3. Альтернативна енергетика. — X.: НАУ «ХАІ», Севастополь: СНТУ, 2006. —643 с.;
  - Невичерпна енергія: Кн. 4. Вітроводнева енергетика. — X.: НАУ «ХАІ», Севастополь: СНТУ, 2007. — 606 с.;
  - Енергія. Екологія. Майбутнє. — X.: «Прапор», 2003. — 464 с.;
  - Основи теплофізики будівель та енергозбереження. — X.: «Видавництво САГА», 2006. — 484 с.

(спільно з Варламовим Геннадієм Борисовичем, Яковлєвим Олександром Івановичем, Маляренком Віталієм Андрійовичем, Канілом Павлом Макаровичем, Олєйниковим Олександром Михайловичем, Ровенським Олександром Івановичем і Любчиком Геннадієм Миколайовичем).
- Переможець Обласного конкурсу «Вища школа — кращі імена» в номінації «Кращій викладач фундаментальних дисциплін», 2012 рік
- Переможець Обласного конкурсу «Вища школа — кращі імена» в номінації «Кращій викладач фундаментальних дисциплін», 2019 рік

## Основні праці
- Влияние давления на получение водорода при взаимодействии гидрореагирующих составов с водой // Пробл. машиностроения. 1992. Вып. 37;
- Алгоритм синтеза бортовых систем хранения и подачи водорода // Пробл. пожар. безопасности: Сб. науч. тр. Х., 2001. Вып. 9 (у співавторстві);
- Системы хранения и подачи водорода на основе твердых веществ для бортовых энергетических установок. Х., 2002 (у співавторстві);
- Вероятность возникновения пожаровзрывоопасной ситуации в СХП водорода в зависимости от режима ее работы // Пробл. пожар. безопасности: Сб. науч. тр. Х., 2009. Вып. 25 (у співавторстві);
- Особенности использования водорода на автомобильном транспорте // Там само. Вып. 26 (у співавторстві);
- Определение времени разрушения баллона с водородом, обусловленного изменением температурных параметров окружающей среды // Там само. 2010. Вып. 27 (у співавторстві).